# Nemapteryx bleekeri
Nemapteryx bleekeri es una especie de pez de la familia Ariidae en el orden de los Siluriformes.

## Morfología
Los machos pueden llegar alcanzar los 17 cm de longitud total.

## Hábitat
Es un pez demersal y de clima tropical

## Distribución geográfica
Se encuentra en el Pacífico occidental: posiblemente, Indonesia.